# 新社后橋
新社后橋，是台灣新北市汐止區的一座重要橋樑，完工後成為全台灣首座「跨河捷運共構橋」。

## 簡介
該橋的地理位置於原社后橋上游約200公尺處，興建經費約新台幣6.89億元(中央負擔50,085,000元，新北市自籌476,915,000元)，由台灣世曦工程設計，春原營造負責土建施工，鋼橋部份則由春源鋼鐵負責製裝施工，其主要的特殊設計為上層設置汐止民生線捷運軌道，已於2015年九月完工。
並將成為台灣跨度最大的雙層曲弦華倫式鋼造桁架橋梁，橋體本身因需同時承載車輛及日後捷運列車的荷重，已設計二個橋墩搭配四個高強度盤式支承，在未來承載全部鋼構重量約5,300餘公噸，這相當於同跨距橋梁的兩倍以上。

## 橋梁諸元
- 橋梁下層：
  - 雙向雙車道供汽機車行駛。
  - 兩側設置自行車聯絡道連接基隆河南北兩側的自行車道。
  - 兩側設置行人專用通道供行人通行。
- 橋梁上層：預鑄捷運汐止民生線之鋼架及底座。[2]

## 工程效益
- 完工後將連接基隆河北岸的福德一路及南岸的工建路，減輕社后橋及中興路的交通負荷，並改善福德一路聯外的交通品質。[3]
- 提供捷運汐止民生線路廊的共構，減少捷運日後二次施工的費用與界面。
- 配合基隆河兩百年洪水頻率的整治計畫，提升該橋的防洪標準。[4]

## 歷史
- 2013年7月7日：開工動土[5]。
- 2015年9月23日：正式通車[6][7]。

## 圖片集

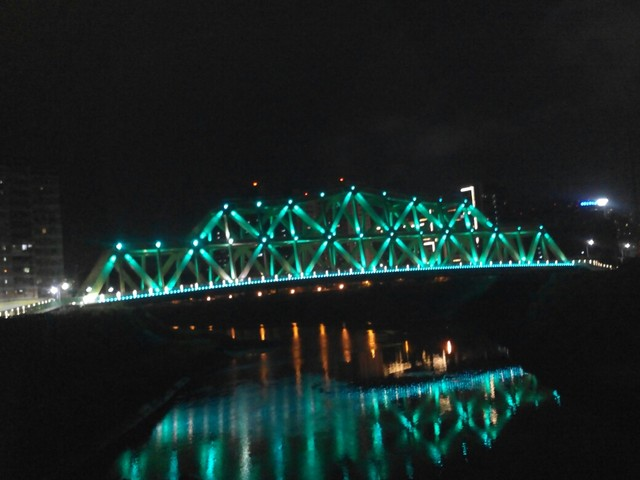
新社后橋光雕夜景及其倒影
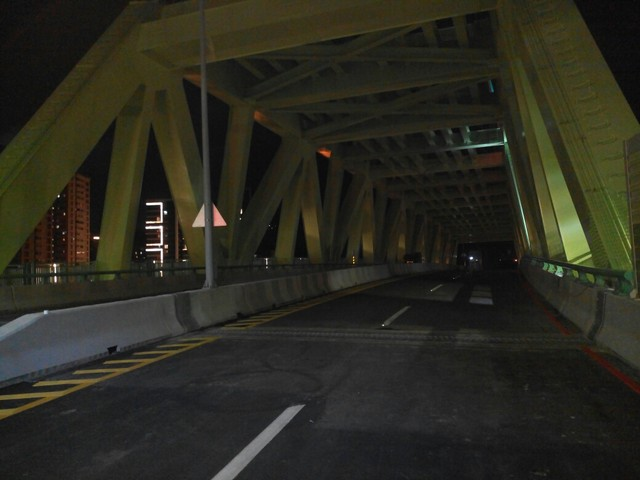
剛完工時夜間的新社后橋橋面
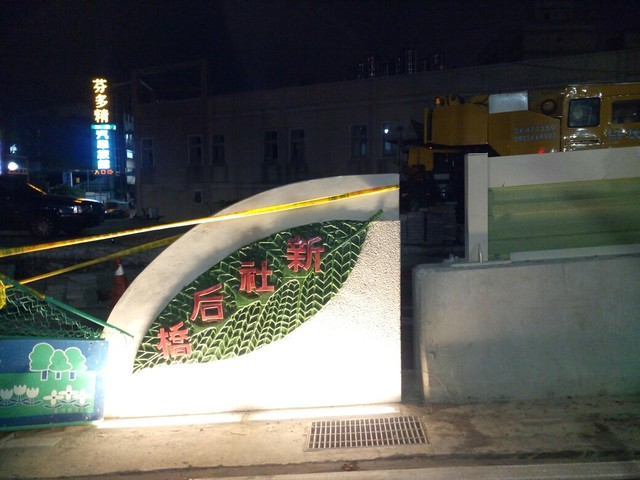
新社后橋橋頭的橋名刻字
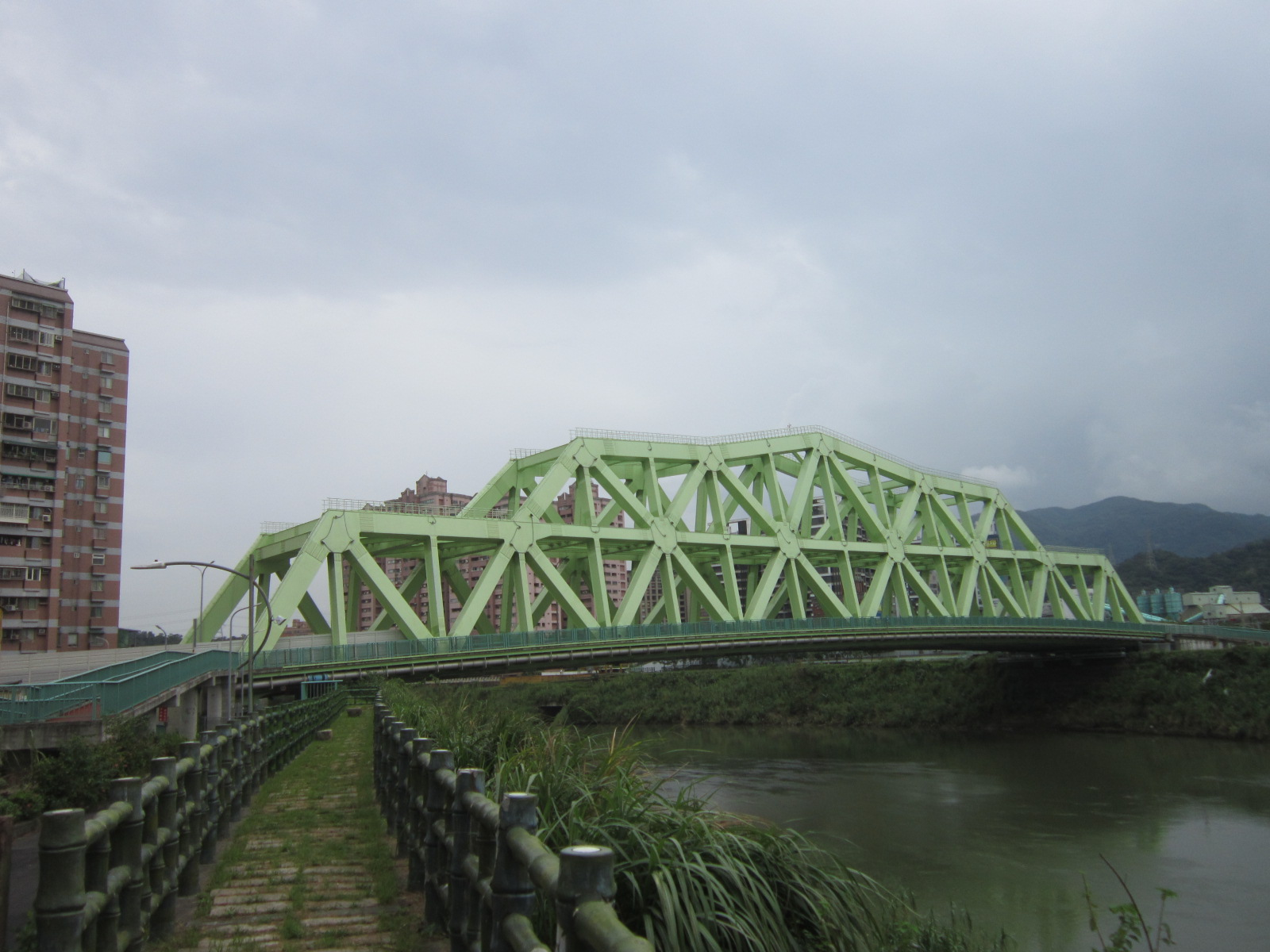
跨越基隆河的新社后橋及一旁的河邊景觀散步道
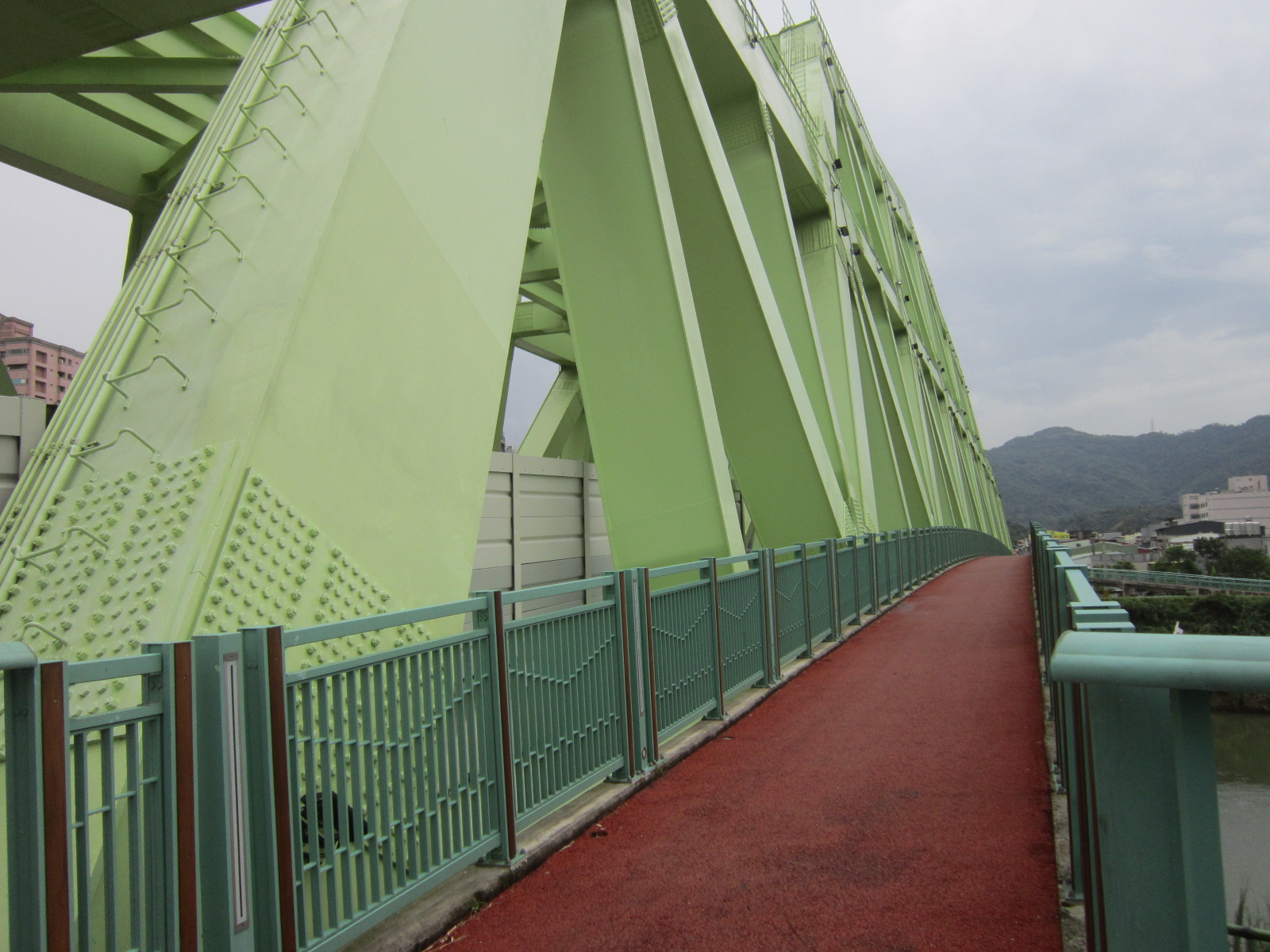
新社后橋及與其共構的自行車道
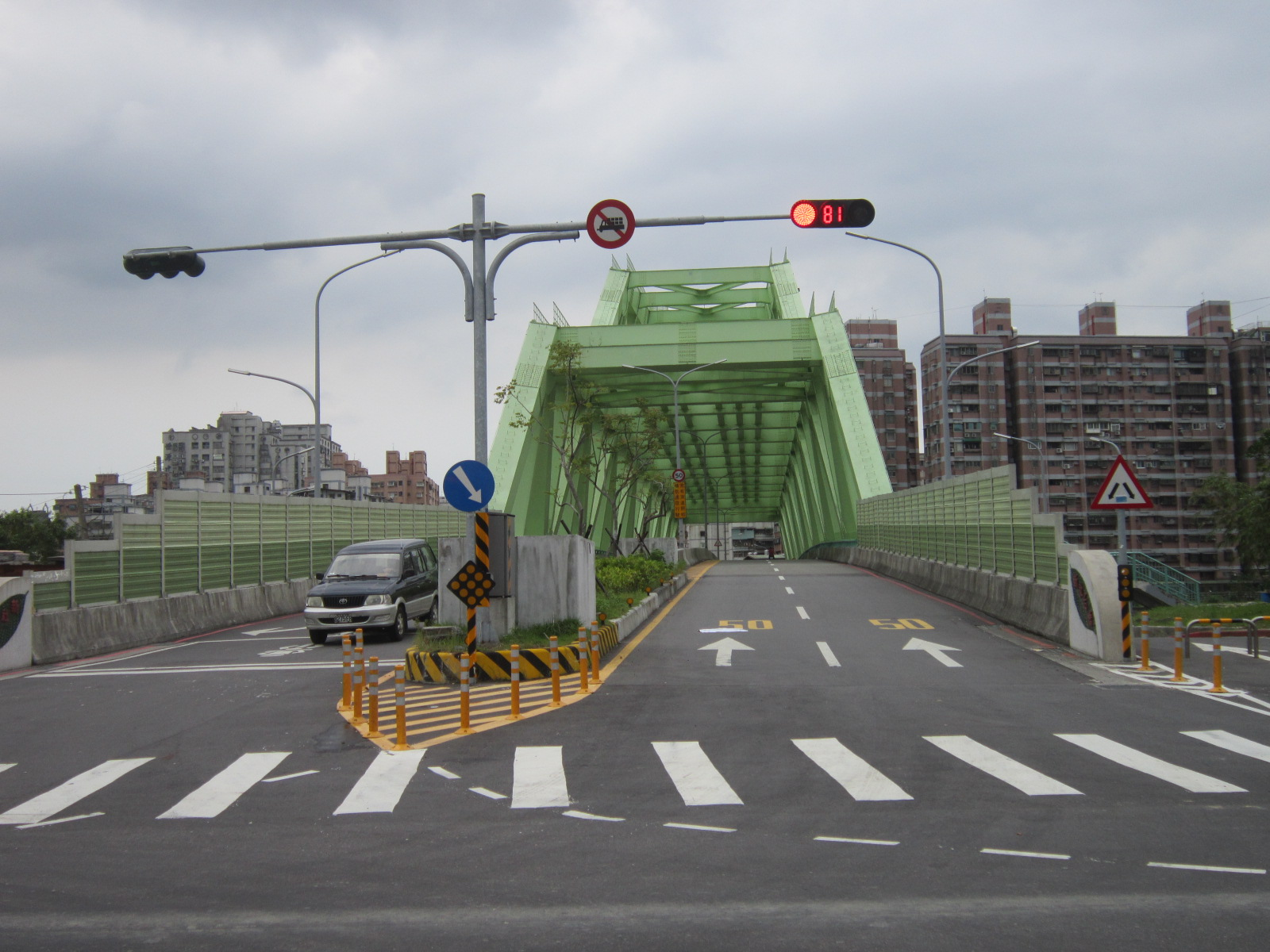
新社后橋面工建路方向的交岔出入口